# ریچل پولاک
ریچل گریس پولاک (زاده ۱۷ اوت ۱۹۴۵ – درگذشته ۷ آوریل ۲۰۲۳) نویسندهٔ آمریکایی علمی تخیلی، نویسندهٔ کتاب‌های کمیک و متخصص در تاروت بود. او در جنبش معنویت زنان مشارکت دارد. او یک زن ترنس بود.

## حرفه

### خواندن تاروت
پولاک تاروت سالوادور دالی را نوشته‌است؛ نمایشی به طول کتاب از عرشه تاروت سالوادور دالی، که شامل یک صفحه رنگی تمام صفحه برای هر کارت، همراه با تفسیر او در صفحه روبرو است. به اثر او ۷۸ درجه حکمت در خواندن تاروت معمولاً توسط فالگیران تاروت ارجاع داده می‌شود. او عرشه تاروت خود را ایجاد کرده‌است، تاروت زن درخشان (بعداً تاروت قبیله درخشان). او همچنین در ایجاد عرشه تاروت سرگیجه با تصویرگر دیو مک کین و نویسنده نیل گیمن همکاری کرد و او کتابی به همراه آن نوشت.

### کمیک
پولاک، که برای اجرای شماره‌های ۶۴–۸7 (1993-1995) در کتاب کمیک دووم پاترول، بر روی نسخهٔ سرگیجهٔ دی‌سی کامیکس شناخته شده‌است.
نیل گیمن گاهی اوقات برای داستان‌هایش با پولاک در مورد تاروت مشورت کرده‌است.
در سال ۲۰۱۹، اعلام شد که پولاک با ریچارد کیس، هنرمند دووم پاترول و جان ورکمن، نامه‌نگار آن، برای ساختن داستان کوتاهی با عنوان «آواز مار» گرد هم می‌آید.